# Lethe tamuna
Lethe tamuna är en fjärilsart som beskrevs av De Nicéville 1887. Lethe tamuna ingår i släktet Lethe och familjen praktfjärilar. Inga underarter finns listade i Catalogue of Life.